# マラシュティ級駆逐艦
マラシュティ級駆逐艦（マラシュティきゅうくちくかん）は、ルーマニア海軍の駆逐艦である。

## 計画
第一次世界大戦前のルーマニア王国海軍は基本的に沿岸の警備と防衛が主任務であり、小規模の海上兵力を保有していた。しかし低い工業力と財政難も相まって、旧式巡洋艦1隻、同じく旧式のナルカ級水雷艇3隻、加えて若干の河用モニター艦しか保有していなかった。
1913年、ルーマニアは新型駆逐艦4隻をイタリアにあるナポリのパティソン社へ発注した。4隻はそれぞれヴィフォール、ヴィスコル、ヴルテージュ、ヴィジェリェと命名されていた。
ところが第一次世界大戦勃発後の1915年、イタリア海軍が建造中である4隻を接収し、それぞれアクイラ、ファルコ、ニッビオ、スパルヴィエロと改名した。同時期のイタリア駆逐艦より大型で大口径主砲を装備していたことから、イタリア海軍は4隻をアクイラ級軽偵察艦として類別し運用を行った。
大戦後の1920年にルーマニア海軍は4隻中2隻を再取得することに成功し、ニッビオとスパルヴィエロがそれぞれマラシュティ、マラシェシュティと再改名されてルーマニア海軍に返還された。しかし、残る2隻はそのままイタリア海軍で運用され1937年にスペインへ売却された。

## 武装
竣工時はアームストロング社製1899年式152mm単装砲を艦橋前に並列式で2門、艦後部に1門の合わせて3門を搭載していた。副砲としても同様にアームストロング社製の76.2mm単装砲を4門装備していた。なお魚雷は457mm連装魚雷発射管を2基装備していたが、完備煙突後方の甲板にも装備可能な空所が残っていた。
1925年から1926年にはイタリアにて大改装が実施され、152mm砲を全て撤去しシュナイダー・カネー・アームストロング社製M1918/19（45口径）120mm砲を連装砲として艦前後に1基ずつ、同単装砲を艦中央に1基装備した。また合わせて後甲板の76.2mm砲を2門撤去している。
1939年には再度改装が実施され、艦中央の120mm単装砲を撤去してオチキス社製13.2mm連装機銃を搭載、合わせて残りの76.2mm砲2門を撤去しラインメタル社製37mm単装砲2基を装備した。加えて爆雷も搭載し、イタリア式爆雷投射機も1基装備した。
大戦中は20mm単装機銃4門を艦尾と艦橋ウイングに搭載し、37mm砲も4門に強化している。

## 機関
トシ式直結式タービンを採用し、マラシェシュティの公試では48,020馬力で38.04ノットという高速を記録した。その後の公試では40ノットを越えたという。

## 艦歴

### 第二次世界大戦
第二次世界大戦時には旧式ながらも有効な戦力を持っており、レジェーレ・フェルディナンド級駆逐艦2隻と共に駆逐艦隊を編成した。しかし赤色海軍黒海艦隊への積極的な攻勢に運用されず、主にボスポラスからコンスタンツァ、そこからクリミア間を行き来する船団の護衛任務に従事した。加えて自国沖及びソ連沿岸部の機雷敷設にも携わっている。
1941年から1942年にはマラシェシュティが主機の動翼カバーを破損し以後最高速度が22ノットまで低下したが、そのまま任務を続行し1943年にはコンスタンツァからセヴァストポリの護衛を務めた。なお同年7月7日にはマラシェシュティがソ連潜水艦M31を撃沈している。
1944年春にはクリミアで包囲された枢軸軍への物資補給護衛に就いたが、4月にマラシュティが座礁した際両舷軸に大きな損傷を受け行動不能となり、以後終戦までコンスタンツァから動くことができなかった。マラシェシュティは引き続き任務に当たったものの、同年8月20日にコンスタンツァにてソ連空軍の空襲により損傷した。更にこの3日後にはルーマニアが休戦、その翌日には枢軸国へ宣戦布告を行うこととなった。その後8月30日に拠点としていたコンスタンツァに侵攻してきた赤軍によって捕獲された。

### ソ連海軍
9月14日にルーマニアが降伏すると、マラシュティ級は戦利艦として正式にソ連の所有物となり、赤色海軍黒海艦隊に編入された。艦名はロシア語の名称に改められ、マラシュティはローフキィ、マラシェシュティはリョーフキィとなった。

### ルーマニア人民共和国海軍
両艦は1946年にルーマニアに返還された。その際艦名はそれぞれD11、D12に再改名された。その後は旧式艦となっていた為練習艦として用いられ、1963年に予備艦となりスクラップとなった。

## 同型艦
| 艦名                          | 起工          | 進水          | 竣工          | イタリア時代の艦名 | ソ連時代の艦名 | 退役   |
| ----------------------------- | ------------- | ------------- | ------------- | ------------------ | -------------- | ------ |
| マラシュティ（Mărăşti）       | 1914年1月29日 | 1917年3月26日 | 1917年7月15日 | スパルヴィエロ     | ローフキィ     | 1963年 |
| マラシェシュティ（Mărăşeşti） | 1914年7月15日 | 1918年1月30日 | 1918年5月15日 | ニッビオ           | リョーフキィ   | 1963年 |